# Star Trek Roleplaying Game
Star Trek Roleplaying Game är ett amerikanskt rollspel som baseras på Star Trek-universumet. Spelet är utvecklat av Decipher Inc. 2002 och omfattar material från alla Star Trek-serier samt filmer som utgivits innan publiceringen. Efter 2003 upphörde publiceringen av nya böcker men två nya titlar släpptes 2005 i PDF-format. Ytterligare titlar är planerade men det är osäkert när eller om de kommer att publiceras.
Regelsystemet kallas Coda System som baseras på två sexidiga tärningar. Coda System används även i Deciphers andra rollspel, bland andra The Lord of the Rings Roleplaying Game.

## Publikationer
Följande böcker har publicerats av Decipher Inc.
- Star Trek Roleplaying Game Player's Guide (2002)
- Star Trek Roleplaying Game Narrator's Guide (2002)
- Starfleet Operations Manual (2003)
- Starships (2003)
- Aliens (2003)
- Creatures (2003)
- Star Trek Narrator's Screen (2003)

Ytterligare publicationer har gjorts i PDF-format.
- Worlds (2005)
- Mirror Universe: Through a Glass Darkly (2005)